# The Good Mothers
The Good Mothers ist eine britisch-italienische Fernseh-Miniserie, basierend auf dem gleichnamigen Roman von Alex Perry, der auf wahren Begebenheiten beruht. Die Uraufführung der Miniserie fand im Rahmen der 73. Berlinale statt, wo die ersten beiden Episoden am 21. Februar 2023 debütierten. Die Miniserie nahm dort ebenfalls am offiziellen Wettbewerb in der Sektion Berlinale Series teil, in welcher 2023 erstmals der Berlinale Series Award verliehen wurde, den The Good Mothers gewann. In Italien fand die Premiere der Miniserie am 5. April 2023 als Original durch Disney+ via Star statt. Im deutschsprachigen Raum erfolgte die Erstveröffentlichung der Miniserie am selben Tag durch Disney+ via Star.

## Handlung
Basierend auf dem gleichnamigen Roman von Alex Perry und beruhend auf wahren Begebenheiten, erzählt The Good Mothers vom Leben dreier Frauen, die den Mut aufbringen, sich der brutalen und mächtigsten Mafia-Organisation ’Ndrangheta entgegenzustellen, und von einer jungen Staatsanwältin, die versucht, den Treiben der kriminellen Organisation einen Riegel vorzuschieben.

## Besetzung und Synchronisation
Die deutschsprachige Synchronisation entstand nach den Dialogbüchern von Tanja Frank und Esther Yakub sowie unter der Dialogregie von Tanja Frank durch die Synchronfirma Iyuno-SDI Group Germany in München.
| Rolle                   | Schauspieler         | Synchronsprecher    |
| ----------------------- | -------------------- | ------------------- |
| Denise Cosco            | Gaia Girace          | Laura Jenni         |
| Giuseppina Pesce        | Valentina Bellè      | Sophie Rogall       |
| Anna Colace             | Barbara Chichiarelli | Stefanie Dischinger |
| Carlo Cosco             | Francesco Colella    | Martin Halm         |
| Maria Concetta Cacciola | Simona Distefano     |                     |
| Carmine                 | Andrea Dodero        | Mio Lechenmayr      |
| Lea Garofalo            | Micaela Ramazzotti   | Angela Wiederhut    |
| Enrico                  | Andrea Riso          |                     |

## Episodenliste
| Nr. | Deutscher Titel     | Originaltitel        | Erstveröffentlichung (Italien) | Deutschsprachige Erstveröffentlichung (D/A/CH) |
| --- | ------------------- | -------------------- | ------------------------------ | ---------------------------------------------- |
| 1   | Die Höhle der Löwen | Nella bocca del lupo | 5. Apr. 2023                   | 5. Apr. 2023                                   |
| 2   | Im Exil             | Famiglia e lealtà    | 5. Apr. 2023                   | 5. Apr. 2023                                   |
| 3   | Ein anderes Leben   | Un’altra vita        | 5. Apr. 2023                   | 5. Apr. 2023                                   |
| 4   | Verrat              | Tradimento           | 5. Apr. 2023                   | 5. Apr. 2023                                   |
| 5   | Mütter und Töchter  | Madri e figli        | 5. Apr. 2023                   | 5. Apr. 2023                                   |
| 6   | Tapferkeit          | Coraggio             | 5. Apr. 2023                   | 5. Apr. 2023                                   |

## Auszeichnungen und Nominierungen
| Jahr | Auszeichnung                         | Kategorie        | Für              | Resultat | Ref.  |
| ---- | ------------------------------------ | ---------------- | ---------------- | -------- | ----- |
| 2023 | Internationale Filmfestspiele Berlin | Berlinale Series | The Good Mothers | Gewonnen | [ 3 ] |